# 2016 UEFA 챔피언스리그 결승전
2016 UEFA 챔피언스리그 결승전은 UEFA 챔피언스리그의 61번째 결승전이자 현재의 대회명으로 개명한 이후로는 24번째 결승 경기이다. 경기는 2016년 5월 28일 이탈리아 밀라노에 위치한 스타디오 주세페 메아차에서 열렸다.
두 팀은 2년 전 2014 UEFA 챔피언스리그 결승전에서도 맞붙었다. 그 때는 레알 마드리드가 연장 승부 끝에 4-1로 승리하며 10번째 우승을 차지했으며 아틀레티코 마드리드는 UEFA 챔피언스리그 첫 우승의 기회를 미뤄야 했다. 2년 만에 다시 챔피언스리그 결승에서 만난 두 팀은 또다시 명승부를 연출하며 경기를 승부차기까지 끌고 갔다. 승부차기에서는 레알 마드리드가 5-3으로 승리하며 11번째 우승을 차지했고 아틀레티코 마드리드는 또다시 챔피언스리그 우승컵을 가져가지 못했다.
이 경기의 승리 팀인 레알 마드리드는 2016년 UEFA 슈퍼컵에서 2015-16년 UEFA 유로파리그 우승 팀인 세비야와 경기를 펼치며 유럽 축구 연맹을 대표하여 2016년 FIFA 클럽 월드컵에 참가하게 된다.

## 개최지 선정
유럽 축구 연맹(UEFA)은 2014년 9월 18일에 스위스 니옹에서 열린 집행위원회 회의에서 2016 UEFA 챔피언스리그 결승전 개최지를 이탈리아 밀라노에 위치한 스타디오 주세페 메아차로 선정했다. 스타디오 주세페 메아차는 AC 밀란, 인테르나치오날레의 홈 구장이기도 하다.

## 결승까지 전적
| 팀                | 경기 | 승 | 무 | 패 | 득 | 실 | 차  | 승점 |
| ----------------- | ---- | -- | -- | -- | -- | -- | --- | ---- |
| 레알 마드리드     | 6    | 5  | 1  | 0  | 19 | 3  | +16 | 16   |
| 파리 생제르맹     | 6    | 4  | 1  | 1  | 12 | 1  | +11 | 13   |
| 샤흐타르 도네츠크 | 6    | 1  | 0  | 5  | 7  | 14 | −7  | 3    |
| 말뫼              | 6    | 1  | 0  | 5  | 1  | 21 | −20 | 3    |

| 팀                  | 경기 | 승 | 무 | 패 | 득 | 실 | 차 | 승점 |
| ------------------- | ---- | -- | -- | -- | -- | -- | -- | ---- |
| 아틀레티코 마드리드 | 6    | 4  | 1  | 1  | 11 | 3  | +8 | 13   |
| 벤피카              | 6    | 3  | 1  | 2  | 10 | 8  | +2 | 10   |
| 갈라타사라이        | 6    | 1  | 2  | 3  | 6  | 10 | −4 | 5    |
| 아스타나            | 6    | 0  | 4  | 2  | 5  | 11 | −6 | 4    |

## 경기
| 레알 마드리드                                | 1 : 1 (연장전) | 아틀레티코 마드리드               |
| -------------------------------------------- | -------------- | --------------------------------- |
| 라모스 15′                                   |                | 카라스코 79′                      |
| 승부차기                                     |                |                                   |
| 바스케스 · 마르셀루 · 베일 · 라모스 · 호날두 | 5 : 3          | 그리즈만 · 가비 · 사울 · 후안프란 |

| 레알 마드리드 | 아틀레티코 마드리드 |

| GK          | 1  | 케일러 나바스       | 47′   |     |
| RB          | 15 | 다니 카르바할       | 11′   | 52′ |
| CB          | 4  | 세르히오 라모스 (c) | 90+3′ |     |
| CB          | 3  | 페페                | 112′  |     |
| LB          | 12 | 마르셀루            |       |     |
| DM          | 14 | 카제미루            | 79′   |     |
| RM          | 19 | 루카 모드리치       |       |     |
| LM          | 8  | 토니 크로스         |       | 72′ |
| RF          | 11 | 가레스 베일         |       |     |
| CF          | 9  | 카림 벤제마         |       | 77′ |
| LF          | 7  | 크리스티아누 호날두 |       |     |
| 교체 선수:  |    |                     |       |     |
| GK          | 13 | 키코 카시야         |       |     |
| DF          | 6  | 나초                |       |     |
| DF          | 23 | 다닐루              | 93′   | 52′ |
| MF          | 10 | 하메스 로드리게스   |       |     |
| MF          | 18 | 루카스 바스케스     |       | 77′ |
| MF          | 22 | 이스코              |       | 72′ |
| FW          | 20 | 헤세                |       |     |
| 감독:       |    |                     |       |     |
| 지네딘 지단 |    |                     |       |     |

| GK              | 13 | 얀 오블라크              |       |      |
| RB              | 20 | 후안프란                 |       |      |
| CB              | 15 | 스테판 사비치            |       |      |
| CB              | 2  | 디에고 고딘              |       |      |
| LB              | 3  | 필리피 루이스            |       | 109′ |
| RM              | 17 | 사울 니게스              |       |      |
| CM              | 14 | 가비 (c)                 | 90+3′ |      |
| CM              | 12 | 아우구스토 페르난데스    |       | 46′  |
| LM              | 6  | 코케                     |       | 116′ |
| SS              | 7  | 앙투안 그리즈만          |       |      |
| CF              | 9  | 페르난도 토레스          | 61′   |      |
| 교체 선수:      |    |                          |       |      |
| GK              | 1  | 미겔 앙헬 모야           |       |      |
| DF              | 19 | 루카스 에르난데스        |       | 109′ |
| DF              | 24 | 호세 히메네스            |       |      |
| MF              | 5  | 티아구                   |       |      |
| MF              | 21 | 야니크 페레이라 카라스코 |       | 46′  |
| MF              | 22 | 토마스 테예 파르티       |       | 116′ |
| FW              | 16 | 앙헬 코레아              |       |      |
| 감독:           |    |                          |       |      |
| 디에고 시메오네 |    |                          |       |      |

| 최우수 선수: 세르히오 라모스 (레알 마드리드) 부심: 사이먼 벡 (잉글랜드) 제이크 콜린 (잉글랜드) 제4심: 커셔이 빅토르 (헝가리) 보조 심판: 앤서니 테일러 (잉글랜드) 앤드르 마리너 (잉글랜드) 대기 보조 심판: 스튜어트 버트 (잉글랜드) |

## 같이 보기
- 2015-16년 UEFA 챔피언스리그
- 2016 UEFA 유로파리그 결승전
- 2016년 UEFA 슈퍼컵
- 2016년 FIFA 클럽 월드컵